# British Rail 58 sorozat
A British Rail 58 sorozat hattengelyes dízelvillamosmozdony-sorozat, melyet a British Rail Engineering Limited gyártott 1983 és 1987 között, összesen 50 példányban. A típust a British Rail rendelésére tervezték, ahol a nehéz terhelésű teherszállításban a British Rail 56 sorozatot kívánták kiváltani annak relatívan magas karbantartatási és rendkívül magas gyártási költségei miatt.
A sorozat jelentős eltérést jelentett a brit építési konvencióktól; az újítások között szerepelt a modularizáció amerikai gyakorlatának átvétele. A típus első mozdonyát 1983 elején szállították le a British Railnek, és még abban az évben szolgálatba állt. A hosszú élettartamra vonatkozó várakozások ellenére az EWS 2002-ben, mindössze 19 év szolgálat után úgy döntött, hogy a típus összes példányát kivonja az állományából. Ezt követően 32 példányt külföldre vittek ki; négyet Hollandiába, nyolcat Spanyolországba és húszat Franciaországba. Több példányt selejteztek, illetve megőriztek. A keskenyebb mozdonyszekrény, illetve annak két végén szélesebb fülkével ellátott felépítmény miatt a vasútrajongók a „Bone” becenevet adták a sorozatnak.

## Történet
Az 1970-es évek közepén a British Rail több különböző, 5-ös típusba sorolt dízelmozdonyt üzemeltetett, amelyek viszonylag nagy teljesítményű, nehéz tehervonatokra alkalmas mozdonyok voltak, ezek közül a legújabb a British Rail 56 sorozat volt. Az ezzel kapcsolatos kezdeti tapasztalatok azt mutatták, hogy a típus kissé megbízhatatlanul működik, ami a British Rail teherszállító részlegének ügyfelei körében elégedetlenséget váltott ki. A British Rail tisztviselői megfigyelték, hogy a versenyképes tehermozdonyok nemzetközi piaca igen jövedelmező lehet, ezért nyomás nehezedett arra, hogy megfelelő konstrukcióval lépjenek be az exportpiacra. A British Rail előrejelzése szerint a belföldi vasúti árufuvarozási ágazat is növekedésre számíthat, és ennek a növekedésnek a kilátásai tovább javulhatnának ha különösen megbízhatóság szempontjából alkalmasabb mozdonyok állnának rendelkezésre.
Ennek megfelelően az 1970-es évek végére a British Railen belül jelentős nyomás nehezedett egy új, alacsony költségű, könnyen karbantartható tehermozdony kifejlesztésére. Annak ellenére, hogy az 1970-es évek közepén több megrendelés is érkezett az 56-os sorozatra, a British Rail engedélyezte, hogy a British Rail Engineering Limited (BREL) megvalósíthatósági tanulmányt készítsen egy exportpiacra szánt új tehermozdony kifejlesztéséről. Az exportképesség fontos szempont volt; az 58-as sorozat gyártás előtti rajzain a típust „standard exportmozdonyok” néven emlegették. A BREL mérnökei már a fejlesztés koncepcionális szakaszától kezdve részt vettek az erőfeszítésekben, így a tervezés és a gyártástervezés szoros összhangba került. A koncepciós fázisban a mozdony olyan jellemzőket vett fel, mint a modularizáció és a közelmúltban kifejlesztett gyártási technikák, mellyekkel csökkenthetők a gyártási és karbantartási költségek.
Miután a British Railways Board jóváhagyta az új mozdony tervét, a BREL doncasteri gyárával kötötték meg a szerződést a típus megépítésére. Az új 58-as sorozat anyagrendelése 1979 folyamán kezdődött meg. A gyártási programhoz való alkalmazkodás érdekében a BREL megkezdte az „E2” műhely több millió fontos korszerűsítését, ahol az 58-as osztály végső összeszerelését végezték volna. A BREL felhagyott a hagyományos mozdonyépítési módszerekkel, és egy teljesen új megközelítést választott – egy innovatív moduláris konstrukciót. Ez a korábbi mozdonyokhoz képest megtakarítást jelentett az építés és a karbantartás terén egyaránt. A teherhordó alvázat cserélhető modulokkal szerelték fel – 1. számú vezetőfülke, motorhűtő, dízelmotor, turbófeltöltő, elektromos berendezések és 2. számú vezetőfülke. Szükség esetén az egyes modulok könnyen eltávolíthatók és kicserélhetők az alépítményből.
1982 januárjában a British Rail eléggé bízott a projekt előrehaladásában ahhoz, hogy megrendeljen egy első, 35 mozdonyból álló tételt. 1984 folyamán további 15 darab 58-as sorozatú mozdony építését engedélyezték.

## Konstrukció
A British Rail 58 dízel-villamos mozdonysorozat, amelyet elsősorban nehéz teherszállításra szántak. Szerkezetileg egy erős alépítményből áll, amelyet úgy terveztek, hogy az élettartama során fellépő dinamikus erőkön kívül a berendezés által okozott összes statikus terhelést is elbírja, hogy a várható harmincöt éves élettartama alatt a fáradásos meghibásodás lehetősége nulla legyen, valamint hogy megfeleljen a Nemzetközi Vasútegylet (UIC) által előírt végterhelési követelményeknek. A fedélzeten található összes főbb készülék és kapcsolódó berendezés moduláris felépítésű, ami lehetővé tette, hogy a típust az üzemcsarnokban, nem a végső összeszerelési területen szereljék fel, minimalizálva a munkahelyi zsúfoltságot és a teljes összeszerelési időt. A vezetékek nagy részét előre lefűzték, hogy ezzel is csökkentsék a szükséges összeszerelési időt.
A fülke egy komplett egység, amelyet úgy terveztek, hogy az összes rendszerrel egy teljes modulként lehessen felszerelni. A vezetőfülke rugalmasan van rögzítve, és úgy tervezték, hogy megfeleljen az UIC követelményeinek mind az ütközésbiztonság, mind a szilárdság tekintetében; az 58-as sorozat állítólag az első olyan konstrukció, amely megfelel az ütközésbiztonsági követelményeknek. Ennek a szilárdságnak a nagy részét az első ablakok alatt futó tekintélyes, üregesen hengerelt gerendaszelvény adja, amelyet a vezetőfülke oldalfalainak belső oldalán átlósan futó két szelvény merevít a padló szintjéig. A hátsó válaszfal szintén erős szerkezeti elem, amelyet úgy terveztek, hogy kisiklás esetén megakadályozza a vezetőfülke összecsuklását, valamint rögzítési pontként szolgáljon a jármű felemeléséhez. A vezetőfülkébe a hátsó válaszfalba épített egyetlen középen elhelyezett ajtón keresztül lehet bejutni, amely a vezetőfülke hátsó részén egy keresztfolyosóba nyílik; közvetlen külső bejutási lehetőség nincs. A vezetőfülke olyan kedvező fogadtatásra talált, hogy a British Rail későbbi mozdonyainál is alapul szolgált.
A beépített motor egy Ruston Paxman 12RK3ACT típusú egység, amely 1000 min⁻¹ fordulatszám mellett 3300 hp (2460 kW) teljesítményt ad le. Ugyan az 56-os sorozatban ugyanazt a motorcsaládot használták, az 58-as sorozat esetében 5-6 százalékkal alacsonyabb az üzemanyag-fogyasztás, részben az olyan egyszerűsítési intézkedéseknek köszönhetően, mint az alacsonyabb hengerszám és a kettő helyett egy turbófeltöltő használata. Az 58-as sorozat tervezése során jelentős hangsúlyt fektettek az alkatrészek csökkentésére és a megbízhatóságra, mivel azt megelőző 56-os sorozat állandó megbízhatósági problémákkal küzdött. A motorba a zajkibocsátás csökkentése érdekében hangtompítót építettek be, amelyre részben azért volt szükség, hogy megfeleljen az Európai Gazdasági Közösség által kidolgozott jövőbeli zajkorlátozási előírásoknak; ez a hangtompító közvetlenül a motorra van felszerelve, nem pedig a mozdony karosszériájára, és a tetőn lévő, az eső összegyűjtésére szolgáló ereszcsatornával körülvett lyukon keresztül nyúlik felfelé. Az elrendezést megkönnyítette a légbeszívó csövek megszüntetése, amelyeket a forgattyús tengely közepébe építettek be.
A felépítményt válaszfalakkal osztották szekciókra, amelyek elhelyezése a légáramlás optimális irányítását szolgálja. A tetőszerkezet viszonylag könnyű, amely kézzel egymásra rakható, levehető részekből áll. Összesen harminckét azonos méretű ajtó sorakozik mindkét oldalon, ezek páronként nyílnak és emelhetőek le, hogy hozzáférést biztosítsanak a karbantartás, mind a kezdeti összeszerelési folyamat során. Ezek a szilárdság és a viszonylag kis súly érdekében sajtolt acélszerkezetből állnak. Az alváz viszonylag alacsony hajlítási frekvenciával rendelkezik, ezért a karosszéria meghajlásának minimalizálása érdekében a forgóvázakat az alvázhoz viszonyítva gondosan kellett elhelyezni.
Az elektromos berendezés egy közvetlenül a motorhoz kapcsolt, kefe nélküli, háromfázisú főgenerátorból és egy segédgenerátorból áll. A kimenet egy egyenirányító egységen keresztül egyenáramú vontatómotorokat táplál; mind a vontatómotorok, mind a generátorok felcserélhetők az 56-os sorozaton használtakkal. Az alapvető vezérlőberendezés egy keresztirányban elhelyezett fülkében van elhelyezve. A fékvezérlő rendszer a Poussoir Bouton Locomotive-rendszeren (PBL) alapul, mivel az egyszerűbb és olcsóbb vezérlőeszközöket használ, mint a hagyományos alternatívák. A típus kezdeti üzemeltetése során a kerekek megcsúszását észlelték; a korrekciós kiigazítások közé tartozott a kiegészítő homokolóberendezés és a középső tengelyen lévő lágyabb elsődleges függőleges rugók alkalmazása a tengelyek kiegyensúlyozásának javítása érdekében. További intézkedéseket is megvizsgáltak, többek között a lassú motorvezérlő rendszert is felülvizsgálták.

## Alkalmazása

### Az Egyesült Királyságban

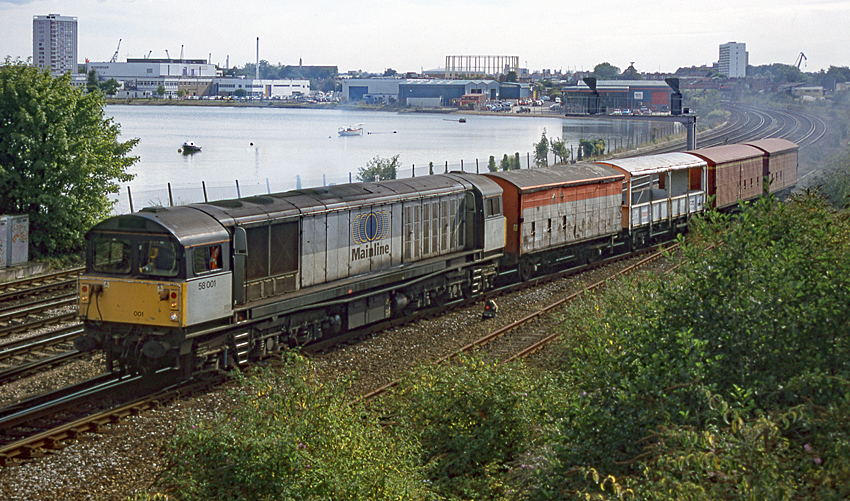
Az 58 001 egy rövid tehervonat élén St Denysben

1982. december 9-én a Doncaster Worksben hivatalosan is átadták az első, az 58 001-es pályaszámú mozdonyt a British Railnek. A mozdony kezdeti kísérletei során kiderült, hogy a vezetőfülke klímaberendezése nagy sebességnél kevésbé hatékony; ezt úgy orvosolták, hogy a légbeömlő nyílást a vezetőfülke elülső burkolatának aljáról áthelyezték az ütközőgerenda két oldalára, közvetlenül a szélvédő alá. Kétéves üzemideje alatt az 58 sorozat lényegesen megbízhatóbbnak bizonyult, mint elődje, az 56 sorozat.
A többi mozdony leszállítása 1987 elejéig folytatódott, ekkor szállították le az utolsó, 58 050-es pályaszámú mozdonyt. Ezt a mozdonyt ideiglenesen egy külső gerjesztésű (SEPEX) kerékcsúszás-szabályozó rendszerrel szerelték fel, de a kísérleti tesztek befejeztével, mielőtt a mozdony forgalomba állt volna, ezt a berendezést eltávolították. Ugyan az 58-as sorozaton nem használták, a külső gerjesztésű vezérlőrendszer központi szerepet játszott a 60-as sorozat tervezésében. A típusra vonatkozó exportmegrendelés reménye ellenére végül egyetlen tengerentúli vevő sem jelentkezett. A doncasteri gyártóberendezéseket szétszerelték, és az 58 050 nem csak az utolsó legyártott 58-as sorozatú mozdony lett, hanem az utolsó dízelmozdony is, amelyet a Doncaster Worksben gyártottak.
Az 1980-as évek elején történt forgalomba állítása óta az 58-as sorozat számos teherszállítási feladatot látott el. Az akkori állítások ellenére a teljesítményük valójában számos tehervonattípus tekintetében gyengébb volt az 56-osokénál, mivel főként a forgóvázak kialakításából adódóan fokozottan hajlamosak voltak a kerékcsúszásra. Bár eredetileg szénvonatok élére szánták őket, érkezésük egybeesett a bányászsztrájkkal; állítólag a British Rail csak azért tűrte meg ennyi egység megépítését, mert a gyártásukhoz szükséges alkatrészeket már megrendelték. Ennek eredményeképpen az 58-asok más típusú teherforgalomban is részt vehettek. Az 1990-es évek vasúti privatizációját követően az 58-as sorozatú mozdonyok jelentősen kibővítették földrajzi hatókörüket, és egészen az állományból való törlésükig általános teherforgalmi feladatokat láttak el.

### A kontinentális Európában
2000-ben az EWS bejelentette, hogy nyolc 58-as sorozatú mozdonyt Spanyolországba szállítanak, ahol kezdetben a spanyol GIF infrastruktúra-üzemeltető bérelte azokat. Ezt követően számos 58-as, valamint számos 56-os sorozatú mozdony működött Franciaországban a Fertis, a Travaux du Sud-Ouest és a Seco Rail üzemeltetésében.
2007 májusában a francia bérszerződésekből az összes mozdonyt visszaszállították az Egyesült Királyságba, ahol egyből letétbe kerültek. A Spanyolországba került mozdonyok ezzel ellentétben továbbra is szolgálatban álltak, ekkora már a Transfesa tulajdonában. Az Egyesült Királyságba visszakerült mozdonyokat 2009 májusa és októbere között visszaküldték Franciaországba, ahol ezeket az egységeket a Travaux du Sud-Ouestnak (TSO) és az Eurovia Travaux Ferroviaires-nek (ETF) adták bérbe. A Hollandiába került mozdonyokat további franciaországi használatra készítették elő, mielőtt 2009 júliusában Franciaországba szállították volna azokat.

### Selejtezés
Az 1990-es évek végén szinte biztos volt, hogy az 58-as sorozat összes tagja a következő évezredben is működőképesen fog üzemelni. Annak ellenére, hogy az EWS legmegbízhatóbb és legegyenletesebb 5-ös típusú mozdonyaként emlegették, 1999-ben bejelentették, hogy nagyszámú 58-as sorozatú gépet hosszú távon letétbe helyeznek: elsőként az 58 017-est, majd nem sokkal később az 58 022-est. Azóta az összes többi 58-as letétbe került, kezdetben Nagy-Britannia különböző helyszínein. A típus kivonását felgyorsította a 250 darab 66 sorozat bevezetése. 2002 szeptemberében az utolsó 58-as sorozatú mozdonyt is törölték az állományból, miután a „Bone Idol” különvonatot leközlekedtette a King’s Cross pályaudvarról Skegness vasútállomásra, majd vissza.
A DB Schenker 2010. áprilisi eladási listáján hét 58 sorozatú mozdony szerepelt; ez volt az első alkalom, hogy letétbe helyezett 58-asok kerültek értékesítésre. Ezek közül az egyik, az 58 016-os, Barrow Hillben, a Class 58 Locomotive Group (C58LG) állományában került megőrzésre. A DB Schenker 2015. októberi eladási listáján további öt 58-as sorozatú mozdony szerepelt eladásra, ezek az 58 008, az 58 012, az 58 022, az 58 023 és az 58 048 pályaszámú gépek voltak. 2016 januárjára a DB Schenker eladta utolsó Egyesült Királyságban letétbe helyezett 58-asát. Ezek közül az 58 012, az 58 022, az 58 023 és az 58 048 pályaszámú gépeket megőrzés céljából vásárolták meg, azonban az 58 008-ast a Raxstar feldarabolta.
A Railways Illustrated szaklap szerint a flotta üzemeltetési története megdöbbentő pazarlásként foglalható össze, mivel az állományból törlésük idején egyik mozdony sem érte el a tervezett élettartama végét. A folyóirat arra az abszurditásra is felhívta a figyelmet, hogy amíg a 2010-es évek közepén az sorozat számos példánya Franciaország-szerte letétben állt, addig az Egyesült Királyságban hiány volt a rendelkezésre álló mozdonyokból.

## Balesetek
- 1987. augusztus 6-án az 58 013 pályaszámú mozdony egy tehervonatot vontatott, amely a warwickshire-i Baddesley Collierynél megfutamodott, és kingsbury-i mellékvágányoknál kisiklott.[19]

## Mozdonylista
| Jelmagyarázat: | Állományból törölve/letétbe helyezve (exportálva) | Megőrizve | Selejtezve |

| Pályaszám | Név                                                                     | Gyártva              | Állományból törölve (Egyesült Királyság) | Exportálva           | Állapot                                              | Selejtezés helye |
| --------- | ----------------------------------------------------------------------- | -------------------- | ---------------------------------------- | -------------------- | ---------------------------------------------------- | --- |
| 58 001    |                                                                         | 1982. december 9.    | 1999. október 8.                         | 2009. augusztus 13.  | Selejzetve                                           | A Euro Cargo Rail alizay-i telephelyén, 2013. május |
| 58 002    | Daw Mill Colliery 1988. március 17.                                     | 1983. május 9.       | 2000. november 9.                        |                      | Selejtezve                                           | A European Metal Recycling (EMR) Eastleighben, 2013. december |
| 58 003    | Markham Colliery 1988. július                                           | 1983. július 31.     | 1999. november 29.                       |                      | Selejtezve                                           | Az EMR Kingsburyben, 2010 |
| 58 004    |                                                                         | 1983. szeptember 30. | 2002. január 9.                          | 2004. október 15.    | Selejzetve                                           | A Euro Cargo Rail alizay-i telephelyén, 2013. május |
| 58 005    | Ironbridge Power Station 1996. május 12.                                | 1983. október 31.    | 2000. október 13.                        | 2009. június 20.     | Selejzetve                                           | A Euro Cargo Rail alizay-i telephelyén |
| 58 006    |                                                                         | 1983. október 31.    | 2000. január 11.                         | 2009. november 24.   | Selejzetve                                           | A Euro Cargo Rail alizay-i telephelyén, 2023 júliusának elején |
| 58 007    | Drakelow Power Station 1990. augusztus 25.                              | 1983. november 31.   | 2000. január 19.                         | 2004. október 14.    | Selejzetve                                           | A Euro Cargo Rail alizay-i telephelyén |
| 58 008    |                                                                         | 1983. december 31.   | 1999. november 29.                       |                      | Selejtezve                                           | A Raxstar az Eastleigh Worksben, 2016 |
| 58 009    |                                                                         | 1984. január 31.     | 2002. január 16.                         | 2004. november 3.    | Selejzetve                                           | A Euro Cargo Rail alizay-i telephelyén |
| 58 010    | Audrey Newton 1987. december 12. (1 nap erejéig)                        | 1984. február 29.    | 1999. december 8.                        | 2004. június 23.     | Selejzetve                                           | A Euro Cargo Rail alizay-i telephelyén |
| 58 011    | Worksop Depot 1993. szeptember 5.                                       | 1984. március 31.    | 1999. december 7.                        | 2005. június 30.     | Selejzetve                                           | A Euro Cargo Rail alizay-i telephelyén, 2023 júliusának elején |
| 58 012    |                                                                         | 1984. március 31.    | 1999. december 5.                        |                      | Letétbe helyezve                                     | 2016-ban vásárolták meg Ron Hull Jr. roncstelepéről megőrzésre, azóta a Battlefield Line-on tárolják restaurálásra várva |
| 58 013    |                                                                         | 1984. március 31.    | 2001. április 26.                        | 2001. június 24.     | Selejzetve                                           | A Euro Cargo Rail alizay-i telephelyén, 2023 júliusának elején |
| 58 014    | Didcot Power Station 1988. június 11.                                   | 1984. április 30.    | 2000. november 17.                       |                      | Selejtezve                                           | Az EMR Kingsburyben, 2010 |
| 58 015    |                                                                         | 1984. szeptember 30. | 1999. október 8.                         | 2004. október 7.     | Selejtezve                                           | A Metal Colomer SL a spanyolországi Monforte-del-Cidben, 2020. január 13. |
| 58 016    |                                                                         | 1984. október 5.     | 2002. augusztus 2.                       | 2005. május 14.      | Helyreállítás alatt                                  | A C58LG 2010. június 28-án vásárolta meg megőrzésre, azóta restaurálás alatt áll |
| 58 017    | Eastleigh Depot 1995. április 26.                                       | 1984. október 31.    | 1999. április 30.                        |                      | Selejtezve                                           | Az EMR Eastleighben, 2013. december |
| 58 018    | High Marnham Power Station 1988. május 21.                              | 1984. október 31.    | 1999. december 7.                        | 2005. augusztus 23.  | Selejzetve                                           | A Euro Cargo Rail alizay-i telephelyén |
| 58 019    | Shirebrook Colliery 1989. október 1.                                    | 1984. november 30.   | 2001. április 7.                         |                      | Selejtezve                                           | Az EMR Kingsburyben, 2010 |
| 58 020    | Doncaster Works BRE 1984. november 7. Doncaster Works 1987. május       | 1984. november 30.   | 2002. szeptember 2.                      | 2004. május 23.      | Selejtezve                                           | A Metal Colomer SL a spanyolországi Monforte-del-Cidben, 2019. december 12. |
| 58 021    | Hither Green Depot 1985. október 28.                                    | 1984. december 31.   | 2002. augusztus 3.                       | 2005. július 13.     | Selejzetve                                           | A Euro Cargo Rail alizay-i telephelyén |
| 58 022    |                                                                         | 1984. december 31.   | 2002. március 11.                        |                      | Szétbontás alatt                                     | Az Ivatt Diesel Recreation Society vásárolta meg. Az alvázát az LMS 10000 újjáépítéséhez használják. A vezetőfülkéket 2022 júniusában eltávolították. |
| 58 023    | Peterborough Depot 1995. június 2.                                      | 1984. december 31.   | 1999. július 24.                         |                      | Működőképes                                          | 2016-ban vásárolták az 58 012-vel együtt. A Battlefield Line-on állomásozik, és 2016 novemberében állt újra szolgálatba. Magántulajdonban üzemel |
| 58 024    |                                                                         | 1984. december 31.   | 2002. szeptember 2.                      | 2004. május 23.      | Selejtezve                                           | A Metal Colomer SL a spanyolországi Monforte-del-Cidben, 2019. november 25. |
| 58 025    |                                                                         | 1985. január 31.     | 2002. augusztus 2.                       | 2004. május 23.      | Letétbe helyezve (Spanyolország, Albacete)           | |
| 58 026    |                                                                         | 1985. március 31.    | 2002. január 16.                         | 2009. június 20.     | Selejzetve                                           | A Euro Cargo Rail alizay-i telephelyén, 2013. május |
| 58 027    |                                                                         | 1985. március 31.    | 1999. szeptember 5.                      | 2004. október 21.    | Letétbe helyezve (Spanyolország, Albacete)           | |
| 58 028    |                                                                         | 1985. március 31.    | 1999. október 29.                        |                      | Selejtezve                                           | Az EMR Kingsburyben, 2010 |
| 58 029    |                                                                         | 1985. március 31.    | 2002. június 25.                         | 2004. május 23.      | Selejtezve                                           | A Metal Colomer SL a spanyolországi Monforte-del-Cidben, 2020. január 20. |
| 58 030    |                                                                         | 1985. június 30.     | 2002. augusztus 1.                       | 2004. május 23.      | Selejtezve                                           | A Metal Colomer SL a spanyolországi Monforte-del-Cidben, 2019. december 19. |
| 58 031    | Cabellero Ferroviario                                                   | 1985. szeptember 30. | 2002. április 6.                         | 2004. május 23.      | Selejtezve                                           | A Metal Colomer SL a spanyolországi Monforte-del-Cidben, 2020. február 3. |
| 58 032    | Thorsby Colliery 1995. október                                          | 1985. szeptember 30. | 2000. január 12.                         | 2004. október 19.    | Selejzetve                                           | A Euro Cargo Rail alizay-i telephelyén, 2013. május |
| 58 033    |                                                                         | 1985. szeptember 30. | 2002. augusztus 2.                       | 2004. október 28.    | Selejtezve                                           | A Euro Cargo Rail alizay-i telephelyén, 2013 márciusa körül |
| 58 034    | Bassetlaw 1985. december 12.                                            | 1985. november 30.   | 1999. augusztus 18.                      | 2004. október 21.    | Selejzetve                                           | A Euro Cargo Rail alizay-i telephelyén, 2013. május |
| 58 035    |                                                                         | 1986. január 31.     | 1999. június 30.                         | 2004. október 27.    | Selejzetve                                           | A Euro Cargo Rail alizay-i telephelyén |
| 58 036    |                                                                         | 1986. február 28.    | 2000. március 10.                        | 1999. szeptember 11. | Selejzetve                                           | A Euro Cargo Rail alizay-i telephelyén |
| 58 037    | Worksop Depot 2000. június 26.                                          | 1986. február 28.    | 2002. április 8.                         |                      | Selejtezve                                           | Az EMR Eastleighben, 2013. december |
| 58 038    |                                                                         | 1986. február 28.    | 1999. december 4.                        | 2005. május 7.       | Selejzetve                                           | A Euro Cargo Rail alizay-i telephelyén, 2013. május |
| 58 039    | Rugeley Power Station 1986. szeptember 13.                              | 1986. március 31.    | 1999. december 30.                       | 2003. június 25.     | Selejzetve                                           | A Euro Cargo Rail alizay-i telephelyén |
| 58 040    | Cottam Power Station 1986. szeptember 20.                               | 1986. március 31.    | 1999. december 7.                        | 2004. november 13.   | Selejzetve                                           | A Euro Cargo Rail alizay-i telephelyén |
| 58 041    | Ratcliffe Power Station 1986. szeptember 6.                             | 1986. március 31.    | 2002. július 8.                          | 2003. április 3.     | Letétbe helyezve (Spanyolország, Albacete)           | |
| 58 042    | Ironbridge Power Station 1986. szeptember 29. Petrolea 1996. február 5. | 1986. május 31.      | 2002. április 13.                        | 2009. augusztus 20.  | Selejzetve                                           | A Euro Cargo Rail alizay-i telephelyén, 2013. május |
| 58 043    | Knottingly 1993. április 25.                                            | 1986. június 31.     | 2002. augusztus 1.                       | 2003. április 3.     | Selejtezve                                           | A Metal Colomer SL a spanyolországi Monforte-del-Cidben, 2020. január 28. |
| 58 044    | Oxcroft Opencast 1992. május 9.                                         | 1986. augusztus 31.  | 1999. július 24.                         | 2003. október 16.    | Letétbe helyezve (Francialország, Metz, Woippy Yard) | |
| 58 045    |                                                                         | 1986. szeptember 30. | 2002. augusztus 2.                       |                      | Selejtezve                                           | 2010. július 7-én vásárolta a C58LG, hogy pótalkatrészeket biztosítson az 58 016 számára. Később, 2010-ben az EMR Kingsburyben feldarabolta |
| 58 046    | Thoresby Colliery 1991. június 29. Ashfordby Mine 1995. szeptember 27.  | 1986. október 31.    | 2000. január 13.                         | 2004. szeptember 4.  | Selejzetve                                           | A Euro Cargo Rail alizay-i telephelyén |
| 58 047    | Manton Colliery 1992. április 28.                                       | 1986. október 31.    | 2002. szeptember 4.                      | 2004. október 28.    | Selejtezve                                           | A Metal Colomer SL a spanyolországi Monforte-del-Cidben, 2019. december 5. |
| 58 048    | Coventry Colliery 1991. május 11.                                       | 1986. november 30.   | 2000. január 19.                         |                      | Helyreállítás alatt                                  | 2016-ban a Crewe EMD-ből az 58 022 pályaszámú mozdonnyal együtt megvásárolták. Ezt a mozdonyt fel fogják újítani, majd az 58 016-os mellett meg fogják őrizni. A leicesteri székhelyű UK Rail Leasing Locomotives állományát fogja képezni, ami a Heritage Railwaysnek fogja bérbe adni azt |
| 58 049    | Littleton Colliery 1987. március 14.                                    | 1986. december 31.   | 2002. május 29.                          | 2004. november 17.   | Selejtezve                                           | A Euro Cargo Rail alizay-i telephelyén, 2023 júliusának elején |
| 58 050    | Toton Traction Depot 1987. május 9.                                     | 1987. március 31.    | 2002. augusztus 2.                       | 2008. szeptember 18. | Letétbe helyezve (Spanyolország, Albacete)           | |

## Megőrzés

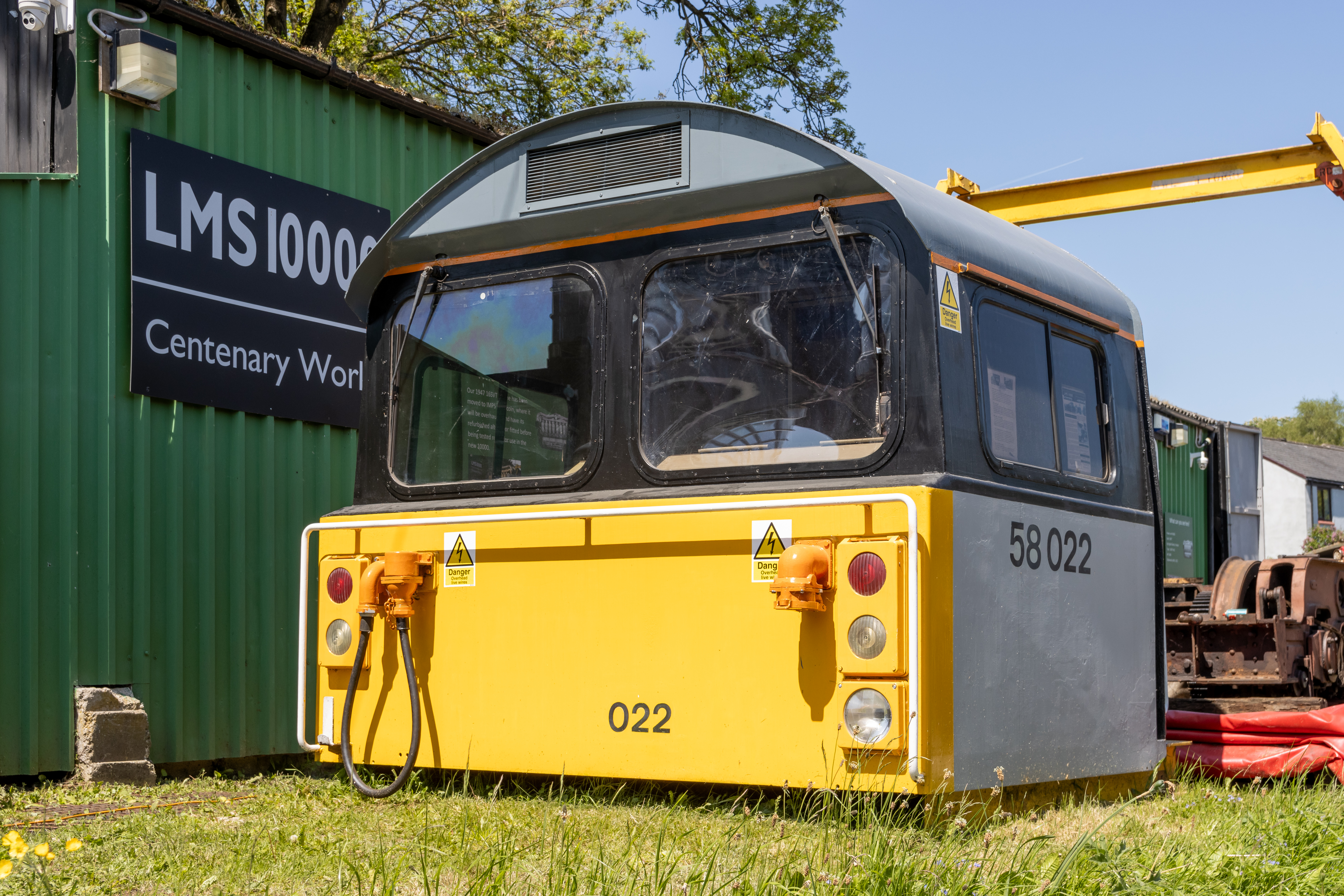
Az 58 022 eltávolított vezetőfülkéje

2010. június 28-án a DB Schenker megerősítette, hogy a Class 58 Locomotive Group az 58 016-os mozdonyra tett ajánlatát elfogadta, így ez a mozdony lesz a típus első megőrzött példánya. Nem sokkal később, július 7-én a csoport bejelentette, hogy egy másik mozdonyt, az 58 045-öst is megszerezte, melyet alkatrészbányaként fog felhasználni. A csoport honlapján egy későbbi bejegyzésben megerősítették, hogy az 58 045 lefosztása gyorsan halad, és az összes kinyert alkatrészt eleinte tárolni fogják, amíg az 58 016 helyreállítása érdemben meg nem kezdődik.
2016-ban az 58 012-es és az 58 023-as mozdonyokat megmentették Ron Hull Jr. rotherhami roncstelepéről, majd a Battlefield Line-on magántulajdonban megőrzésre kerültek. Azóta az 58 023-as üzemkész állapotban van, a tervek szerint az 58 012-est is üzemkész állapotra fogják visszaállítani.
Az 58 048 szintén a Battlefield Line tulajdonában van, azonban a tervek szerint megőrzésre kerül, hogy csatlakozzon a leicesteri székhelyű UK Rail Leasing Locomotives történelmi állományához, ahol a Heritage Railways számára lesz bérbe adva.
Az 58 022-est az Ivatt Diesel Recreation Society vásárolta meg, azzal a tervvel, hogy az alvázára az LMS 10000-est építsék újra.
2002-ben az 58 050-es mozdonyt a szolgálati idejének lejárata végével a Railway Heritage Committee megőrzésre jelölte ki.
2018-ig a sorozat öt tagját őrizték meg, valamint az 58 008-as pályaszámú mozdony egyik vezetőfülkéjét is megőriztek.

### Megőrzött mozdonyok listája
| Pályaszám | Név                | Festés        | Állapot           | Elhelyezkedés               | Megjegyzés |
| --------- | ------------------ | ------------- | ----------------- | --------------------------- | --- |
| 58 012    | N/A                | N/A           | Tárolva           | Battlefield Line            | Ron Hull Jr. roncstelepéről vásárolták 2016-ban, azóta a restaurálásáig tárolják |
| 58 016    | N/A                | Fertis-szürke | Restaurálás alatt | Leicester LIP               | 2010 októberében vásárolták megőrzésre, hogy az osztály első megőrzött példánya legyen |
| 58 022    | N/A                | N/A           | Szétszerelve      | Ecclesbourne Valley Railway | 2016-ban vásárolták meg Ron Hull Jr. roncstelepéről, azóta a szétszerelésre várva tárolják. A vázait az LMS 10000-es újraépítéséhez szánják. A mozdony 2020 augusztusában került át a Peak Railtől az Ecclesbourne Valley Railwayhez |
| 58 023    | Peterborough Depot | Mainline-kék  | Üzemképes         | Leicester LIP               | 2016-ban vásárolták meg megőrzésre Ron Hull Jr. roncstelepéről az 58 012-es és az 58 048-as mozdonyokkal együtt, majd a Battlefield Line-on állomásoztatták. Ez volt az első 58-as, amelynek a helyreállítását megkezdték            |
| 58 048    | Coventry Colliery  | N/A           | Restaurálás alatt | Battlefield Line            | 2016-ban vásárolták meg megőrzésre Ron Hull Jr. roncstelepéről az 58 012-es és az 58 048-as mozdonyokkal együtt, azóta restaurálás alatt áll                                                                                         |

## Festések
Újonnan az összes mozdony a Railfreight szürke színű festését kapta meg, sárga végekkel és piros keresztartókkal. Az 1987 októberétől bevezetett Railfreight ágazati festésekkel az 58 050-est a Stratford az új, háromszoros szürke színben, a Trainload Freight szén alágazati logójával kiegészítve festette át. A flotta nagy részét erre a színsémára festették át. A brit vasúti áruszállítási üzletág árnyékprivatizációja után a Mainline Freight lett az 50 mozdonyból álló flotta tulajdonosa, ennek egy kis részét átfestették az üzemeltető repülőgépkék és ezüst színű festésére, míg a többi esetében megtartották a Railfreight színsémáját, melyre Mainline Freight-márkajelzéseket helyeztek el. A teljes privatizációval és a teherszállítási műveletek EWS általi átvételével a gesztenyebarna-arany lett az újrafestett példányok egységes festése 1997 közepétől kezdve.
- Az 58 021 Mainline Freight-festésben (2000)
- A spanyol GIF festése (2003)
- Az ACTS 5812 Hollandiában (2008)
- LGV Rhin-Rhône-pályaépítő vonat Franciaországban (2010)

## Modellek
1979-ben, mielőtt a British Rail Engineering Limited megépítette volna az első mozdonyt, a derby-i Railway Technical Centre (RTC) egyik munkatársa 1:25 méretarányú modellt készített a mozdony terveiben szereplő általános elrendezési rajz alapján. A modell része volt az RTC-ben rendezett kiállításnak, amely a British Rail akkori elnökének, Sir Peter Parkernek mutatta be a mozdonytervező iroda munkáját. 1982-ben a Hornby Railways kiadott egy OO-méretarányú 58-as modellt, amelynek a különböző változatait a következő két évtizedben gyártották. A Heljan 2008-ban kiadott egy OO méretarányú modellt. 2011-ben a Dapol kiadott egy brit N-méretarányú modellt.

## Fordítás
- Ez a szócikk részben vagy egészben  a   British Rail Class 58 című angol Wikipédia-szócikk ezen változatának fordításán alapul.  Az eredeti cikk szerkesztőit annak laptörténete sorolja fel. Ez a jelzés csupán a megfogalmazás eredetét és a szerzői jogokat jelzi, nem szolgál a cikkben szereplő információk forrásmegjelöléseként.

## Ajánlott irodalom
- Marsden, Colin J.. Class 58. OPC (1988). ISBN 9780860934226. OCLC 17981102
- British Rail Main Line Diesel Locomotives. Sparkford: Haynes, 232–235. o. (1988). ISBN 9780860933182. OCLC 17916362
- Shannon, Paul. Rail Portfolios: Classes 56 and 58. Ian Allan (2005). ISBN 9780711030961. OCLC 62224164
- Vehicle Diagram Book No. 100 for Main Line Diesel Locomotives. Derby: British Railways Board, 140 (per pdf). o. (1984. október 1.)
- Doncaster's first '58' nearly ready. EMAP National Publications, 49. o. (1982. október 1.). OCLC 49957965
- Grid-iron with style!. EMAP National Publications, 34–37. o. (1983. február 1.). OCLC 49957965
- Readers' round-up. EMAP National Publications, 52, 58. o. (1983. április 1.). OCLC 49957965
- Pobgee, Ray. The building of a '58'. EMAP National Publications, 46–49. o. (1983. június 1.). OCLC 49957965
- Two weeks late – but 'Class 58 Pioneer' was worth the wait. EMAP National Publications, 17. o. (1983. november 1.). OCLC 49957965
- Wrate, Clifford. Class 58s join the Merry-go-round. EMAP National Publications, 55–57. o. (1984. május 1.). OCLC 49957965